# Liudmila Kravets
Pour les articles homonymes, voir Kravets.
Liudmila Kravets, en russe : Людмила Кравец (7 février 1923 - 23 mai 2015) est une ancienne sergent du 63e régiment d'infanterie de la 23e division de la 3e armée de choc sur le premier front biélorusse pendant la Seconde Guerre mondiale. Pour son service dans l'armée, elle reçoit le titre d'Héroïne de l'Union soviétique le 31 mai 1945, seule femme de son régiment à le recevoir.

## Enfance
Kravets est née le 7 février 1923 dans le village de Kushuhum, en Ukraine dans une famille ouvrière. Après avoir obtenu son diplôme de l'école secondaire, elle entre dans une formation en soins infirmier à Zaporijia, d'où elle ressort diplômée en 1941.

## Carrière militaire
Kravets rejoint l'Armée rouge en juillet 1941 et travaille dans les hôpitaux militaires. En 1942, son régiment combat sur le front nord-ouest où elle est gravement blessée. Après quelques semaines de soins, elle retourne sur le front,.
Elle reçoit la médaille du courage en reconnaissance d'une mission de nuit en 1943 durant laquelle elle reçut un acte de capitulation d'un régiment de l'armée allemande ; le lendemain, 29 soldats ennemis se rendirent.
Au cours de la bataille de Berlin le 17 avril 1945, alors qu'elle est à la périphérie de la ville, assumant les fonctions de commandant de la compagnie, elle participe à la bataille, évacuant les soldats blessés sous le feu ennemi. Pour ces actions, elle reçoit le titre d'Héroïne de l'Union soviétique et l'ordre de Lénine le 31 mai. Elle est démobilisée en 1946.
Elle passe l'après-guerre à Zaporijia puis à Kiev, où elle participe à des campagnes patriotiques. Elle meurt à Kiev le 23 mai 2015 à l'âge de 92 ans.

## Distinctions

### Soviétiques
- Héros de l'Union soviétique[3]
- Ordre de Lénine[3]
- Ordre de la Guerre patriotique, 1re classe[6]
- Trois ordres de l'Étoile rouge
- Médaille du Courage[7]

### Ukrainiennes
- Ordre de Bogdan Khmelnitski
- Médaille de la Défense de la Patrie
- Médaille des « 70 ans de la libération de l'Ukraine des agresseurs fascistes »